# Wagenengel

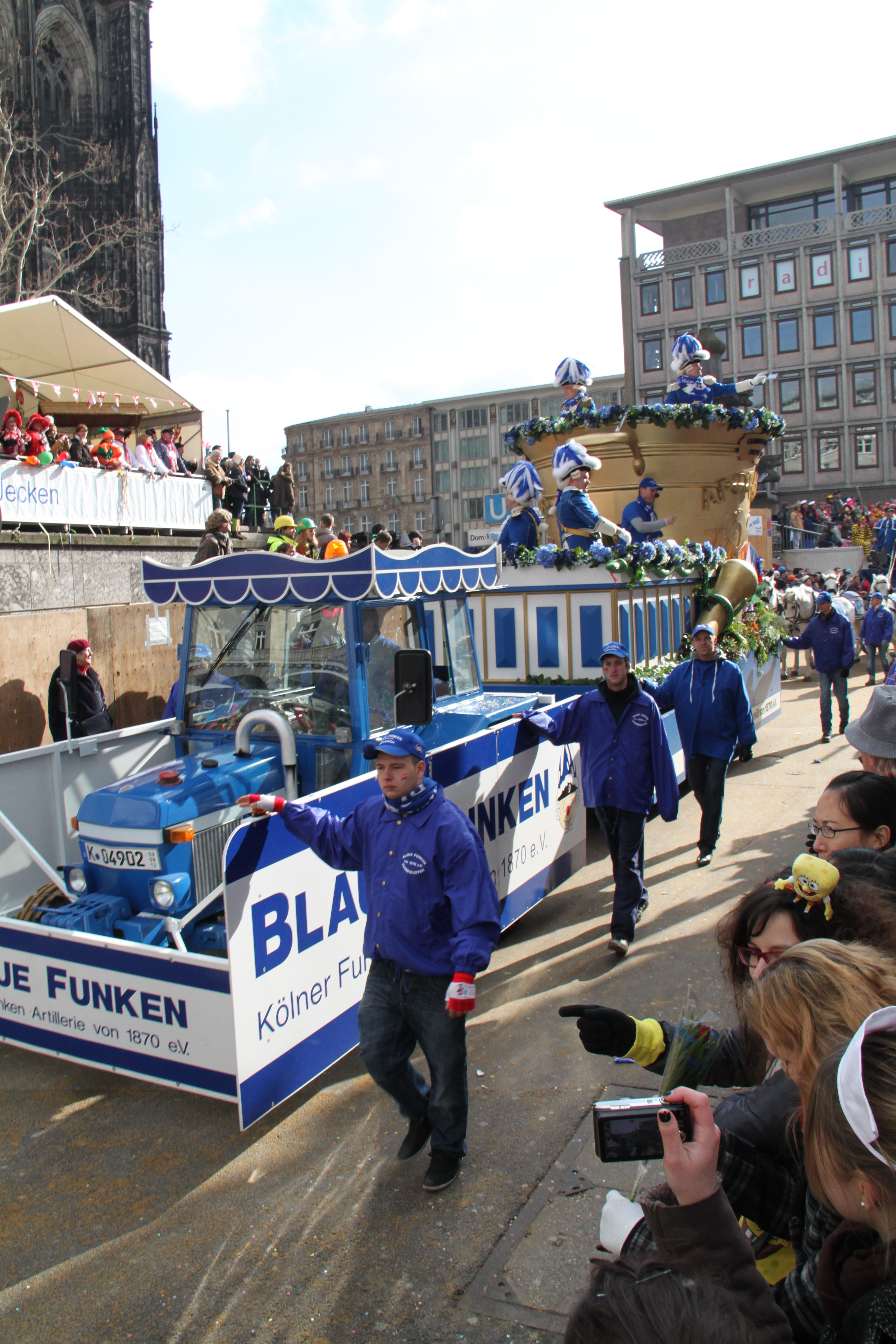
Wagenengel der Blauen Funken beim Rosenmontagszug in Köln 2012

Wagenengel ist eine Bezeichnung für Personen, die in einem Umzug (u. a. Karneval) mitfahrende Wagen sichern.
Pro Achse werden zwei Wagenengel benötigt, die die beiden Räder zu jeder Seite abschirmen, damit Zuschauer nicht angefahren bzw. daran gehindert werden, zum Einsammeln von Wurfmaterial den Rädern zu nahe zu kommen.
Infolge der Katastrophe bei der Love Parade 2010 wurden auch die Sicherheitsbestimmungen bei karnevalistischen Großveranstaltungen in Nordrhein-Westfalen verschärft: Die Zahl der benötigten Wagenengel wurde erhöht, und sie müssen eine Warnweste tragen, damit sie als Wagenengel erkennbar sind. Diesen Bedarf können die Vereine zum Teil – anders als zuvor – selbst nicht mehr decken und müssen Helfer anheuern; auch private Sicherheitsdienste werden mitunter beauftragt. Zudem ist Durchsetzungsfähigkeit bedeutsam und vielfältige charakterliche Anforderungen sind zu beachten, um dieser verantwortungsvollen Tätigkeit gerecht zu werden.
Beim Kölner Rosenmontagszug 2002 verunglückte ein weiblicher Wagenengel tödlich, als er stolperte und selbst von den Rädern eines Wagens überrollt wurde. Am Kölner Kunsthaus Artothek, in dessen Nähe der Unfall geschah, erinnert eine Bronzetafel daran.
Der Begriff „Wagenengel“ entstand ursprünglich im rheinischen Volksmund, wurde allerdings inzwischen vielfach in den allgemeinen Sprachgebrauch übernommen.